# Solvency II
Solvency II (ufficialmente Direttiva 2009/138/CE) è una direttiva dell'Unione europea che ha lo scopo di estendere la normativa di Basilea II al settore assicurativo.
Nel novembre 2003 la Commissione Europea istituisce un comitato permanente con l'incarico di redigere una bozza di legge quadro per la gestione del rischio nel settore assicurativo. Il CEIOPS (Committee of European Insurance and Occupational Pensions Supervisors) è un coordinamento sovranazionale delle authority degli Stati membri per il settore assicurativo  e le pensioni professionali ed aziendali.
Rispetto ad un'altra associazione coinvolta nel processo decisionale, la IAIS (International Association of Insurations Supervisors) esso è anche allargato alle pensioni lavorative.
Nel 2005, il CEIOPS incarica l'IAA (International Actuarial Association), un'associazione internazionale che si occupa di standardizzazione delle contabilità aziendali interne e civilistiche, di redigere un elenco non esaustivo dei rischi propri del settore assicurativo, non coperti da Basilea II, che è una normativa pensata per quello bancario.

## Pilastro I - Requisiti finanziari minimi a copertura dei rischi
Basilea II prevede la copertura di tre tipi di rischio (interni al Pilastro I): rischio di credito, rischio di mercato e rischio operativo. Basilea II raccomanda di garantire una copertura  per tutti i rischi non compresi nei tre del pilastro, durante il processo di revisione del secondo, e assegna alle authority nazionali piena discrezionalità per fissare requisiti patrimoniali aggiuntivi per la loro copertura. Fra questi rischi da coprire, elenca i rischi di reputazione e strategici, e il rischio di concentrazione del credito.
Tuttavia, non c'è né un elenco esaustivo né uno standard nella nomenclatura, definizione e scomposizione di questi rischi. Inoltre, le authority hanno facoltà ma non l'obbligo di fissare i requisiti aggiuntivi e le aziende che seguono un modello multinazionale possono utilizzare i gap legislativi per porre la sede legale nel Paese la cui authority ha i requisiti patrimoniali meno stringenti e sfavorevoli.
I documenti del CEIOPS indicano l'esigenza di una copertura per i rischi biometrici, di Asset Liability Management, rischi di assicurazione e catastrofici (più in generale "underwriting risk"). Nelle bozze attuali, viene individuata una copertura per il rischio operativo, di credito, di mercato, di liquidità e per l'"underwriting risk", cui sono da aggiungere i rischi che individuerà l'IAA, che ha l'incarico di completare questa classificazione.
Solvency II ha l'intento di estendere i rischi del Pilastro I a tutti quelli tipici del settore assicurativo e di armonizzare i requisiti patrimoniali per la loro copertura (). L'inclusione dei rischi assicurativi nel Pilastro I pone Solvency II in un'ottica di continuità con Basilea II, anche per i metodi di calcolo della copertura di tali rischi.
All'interno del Pilastro I, Solvency II introduce un limite superiore ai requisiti patrimoniali, una percentuali di accantonamenti (sul margine di contribuzione) al di sopra della quale l'azienda è al riparo dagli interventi dell'authority. Nulla vieta all'authority di fissare percentuali più alte del Solvency Capital Requirement, ma poi non ha di fatto strumenti per farle rispettare (v. ).
Gli accantonamenti variano quindi fra un limite inferiore che è il Minimum Capital Requirement (MCR) e il Solvency Capital Requirement (SCR). L'SCR, chiamato anche "Target Capital", risolve il problema del circolo vizioso che veniva a crearsi per le assicurazioni in crisi, che non avendo liquidità degli accantonamenti, vendevano azioni pur di diminuire il patrimonio sul quale era calcolata la percentuale da accantonare.
Il requisito totale per l'assicurazione non sarà la semplice somma di quelli calcolati per ramo o per rischio assicurativo, ma dovrà tenere conto dei termini di correlazione secondo coefficienti proposti a cadenza annuale e a livello europeo dalle authority (probabilmente dallo stesso CEIOPS). Ciò allo scopo di incentivare e premiare la diversificazione del rischio.
L'SCR e MCR sono calcolati come valore aggregato per tutti i rami di un'assicurazione, tramite una formula standard o con un modello interno, progettato dall'assicurazione, che deve rispondere a determinati requisiti qualitativi e quantitativi dall'authority (http://www.fsa.gov.uk/pages/Library/Communication/Speeches/2006/0406_ceo.shtml Archiviato il 9 giugno 2007 in Internet Archive.]). I metodi di calcolo definiscono una formula per l'SCR, mentre l'MCR dovrebbe essere calcolato come percentuale dell'SCR, entrambi dunque come multipli della stessa formula, oppure da una versione semplificata che considera meno fattori di rischio (o scenari o rami assicurativi) e trascura i termini di correlazione, ipotizzando i fattori indipendenti.
Dichiaratamente, Solvency II intende incentivare ogni assicurazione ad adottare un modello interno, e comporta dei requisiti patrimoniali maggiori per chi adotta la formula standard. Una seconda causa "penalizzante" per chi adotta la formula standard, è che questa consente un procedimento di calcolo molto meno oneroso come tempi e costi, ma fornisce delle stime delle uscite attese (del costo dei sinistri aggregato) meno accurate, che garantiscano una fissata probabilità di non-fallimento della società, con un'affidabilità minore. Sempre in quest'ottica, l'authority consente alle assicurazioni di scegliere i coefficienti di correlazione fra i rami assicurativi, e fra i rischi, col loro modello interno.
Il CEIOPS ha scelto di non strutturare il processo decisionale dell'authority in un esito binario "Sì/N0", e l'authority ha il potere di richiedere modifiche, maggiore documentazione, nuovi test del modello o di approvarlo con riserva, imponendo un requisito patrimoniale specifico aggiuntivo rispetto a quello calcolato col modello interno. Finché l'authority non approva il modello, l'assicurazione deve calcolare MCR ed SCR con l'approccio standardizzato.
Diversamente da Basilea II, i metodi di calcolo previsti dovrebbero essere due, escludendo il metodo base. Più volte, si sono espressi pareri contrari ad un percentile fisso che tutte le assicurazioni dovrebbero accantonare, e l'opportunità di un approccio più consistente con il mercato (http://www.fsa.gov.uk/pages/Library/Communication/Speeches/2005/1114_jt.shtml Archiviato il 17 febbraio 2007 in Internet Archive.]). Le aziende che dispongono di sistemi informativi avanzati sono in grado di implementare metodologie statistiche più precise ed efficaci, mentre quanti mancano di dati sulle perdite e margini di contribuzione non hanno grandi numeri per progettare un sistema di controllo statisticamente robusto.
Restano un metodo standardizzato con percentuali fisse per linea di business e il metodo avanzato (http://www.actuaries.org/LIBRARY/Papers/Global_Framework_Insurer_Solvency_Assessment-public.pdf Da pag.60]).
Le linee di business comunemente individuate nel settore assicurativo sono: Polizze Vita, polizze non-Vita, Affari Finanziari e Pensioni Occupazionali.

## Pilastro II - Governance e risk management
Il Pilastro II, controllo, in pratica prevede la necessità di un corretto sistema interno e integrato di Risk Management per comprendere se la compagnia sia in grado di far fronte ai rischi assunti e valutarne l'esposizione globale (comprensiva del programma di riassicurazione). L'executive aziendale deve essere a conoscenza di tutti i processi.
Da ultimo definisce le regole per l'esercizio del controllo da parte delle autorità di vigilanza.

## Pilastro III - Regole di trasparenza per il rafforzamento del mercato
In merito al Pilastro III, inerente alla trasparenza, il CEIOPS prevede due canali informativi distinti, privato con l'authority e pubblico con il mercato. Ciò tiene conto delle diverse esigenze informative relative ai diversi stakeholder tutelati (da un lato i sottoscrittori di polizze, e gli azionisti dall'altro); una seconda motivazione è l'impatto ingiustificato sul prezzo dell'azione,  a causa della diffusione di notizie quali un aumento del requisiti patrimoniali, sinonimo di un rischio sottostimato. La comunicazione di informazioni price-sensitive è un diritto del mercato, che viene però bilanciato tenendo conto della possibilità di interpretazioni irrazionali ed errate dei dati tecnici.
L'informativa societaria nei confronti del mercato e delle authority tiene conto dei principi di materialità e proporzionalità dell'informazione (rispetto alla dimensione del business e alla complessità, data dal numero di rami assicurativi in cui l'assicurazione opera). I dati devono essere accessibili, certi (a consuntivo e non previsionali), pubblicati nel periodo di tempo al quale si riferisce l'informazione (non a posteriori), aggiornati con periodicità, confrontabili nel tempo.